# Bardwell (Texas)
Bardwell es una ciudad ubicada en el condado de Ellis en el estado estadounidense de Texas. En el Censo de 2010 tenía una población de 649 habitantes y una densidad poblacional de 821,57 personas por km².

## Geografía
Bardwell se encuentra ubicada en las coordenadas 32°16′2″N 96°41′44″O / 32.26722, -96.69556. Según la Oficina del Censo de los Estados Unidos, Bardwell tiene una superficie total de 0.79 km², de la cual 0.79 km² corresponden a tierra firme y (0%) 0 km² es agua.

## Demografía
Según el censo de 2010, había 649 personas residiendo en Bardwell. La densidad de población era de 821,57 hab./km². De los 649 habitantes, Bardwell estaba compuesto por el 56.86% blancos, el 15.41% eran afroamericanos, el 0.92% eran amerindios, el 0% eran asiáticos, el 0% eran isleños del Pacífico, el 24.19% eran de otras razas y el 2.62% pertenecían a dos o más razas. Del total de la población el 53.16% eran hispanos o latinos de cualquier raza.